# Ruben Asplund
Ruben Alexius Asplund, född 20 juni 1900 i Styrnäs, Ångermanland, död 22 juni 1980 i Härnösand, var en målare och tidigare bankkamrer.
Han var son till mjölnaren Anders Asplund och Martha Ahlenius. Asplund studerade vid Valands målarskola i Göteborg 1942–1943 samt för Isaac Grünewald 1945–1946 och genom självstudier under resor till Danmark 1948 och Frankrike för André Lhote i Paris 1949. Han medverkade i samlingsutställningar i Stockholm och utställningen Ung ton i Örnsköldsvik samt olika vandringsutställningar i Västerbotten. Hans konst består av landskapsskildringar utförda i pastell.